# Evarcha crinita
Evarcha crinita – gatunek pająka z rodziny skakunowatych.
Gatunek ten opisany został w 2005 roku przez Dimitrija Łogunowa i Mehrdada Zamanpoore'a na podstawie samicy odłowionej w 1964 roku.
Skakun ten ma karapaks długości 3,3 mm, rudobrązowy z czarną okolicą oczu i żółtawą W-kształtną linią za nią, owłosiony biało. Żółty nadustek jest gęsto i biało owłosiony. Szczękoczułki są rudobrązowe. Jaskrawo żółte szczęki, wargę dolną i sternum porastają długie, białe włoski. Odnóża są brązowe, szaro nakrapiane. Opistosoma ma długość 4,13 mm i barwę żółtawobiałą z ciemnobrązowymi kropkami na wierzchu i brązowymi kądziołkami przędnymi. Od podobnej samicy Hyllus insularis różni się większą pętlą przewodu zapładniającego i mniejszą końcową sklerotyzacją spermateki.
Pająk palearktyczny, znany wyłącznie z Afganistanu.